# TAKAJIN SINGLE COLLECTION
『TAKAJIN SINGLE COLLECTION』（タカジン・シングル・コレクション）は1998年9月2日発売されたやしきたかじんのベスト・アルバム。

## 解説
1998年6月24日に発売された最新シングル「想い出にて」を収録。

## 収録曲
1. 東京（4：30）
作詞:及川眠子　作曲:川上明彦　編曲:川村栄二
2. 惚れた弱み（5：12）
作詞:及川眠子　作曲:川上明彦 編曲:芳野藤丸
3. 未練-STILL- New Version'96（5：04）
作詞・作曲:鹿紋太郎 編曲:芳野藤丸
4. ICHIZU New Version'96（5：09）
作詞・作曲:鹿紋太郎 編曲:芳野藤丸
5. 泣いてもいいか（5：11）
作詞:森雪之丞 作曲:都志見隆 編曲:平野たかよし
6. 優しい女には毒がある（4：54）
作詞:及川眠子 作曲:坂本洋 編曲:若草恵
7. 想い出にて（4：23）
作詞:来生えつこ 作曲:来生たかお 編曲:若草恵
8. 泣いたら負け（6：09）
作詞:及川眠子 作曲:坂本洋 編曲:川村栄二
9. 明日になれば　New Version'96（5：50）
作詞:来生えつこ 作曲:やしきたかじん 編曲:若草恵
10. なめとんか　New Version'96（4：53）
作詞・作曲:鹿紋太郎 編曲:森俊之
11. やっぱ好きやねん　New Version'96（5：44）
作詞・作曲:鹿紋太郎 編曲:森俊之
12. もしも夢が叶うならば（6：06）
作詞:伊藤薫 作曲:川上明彦 編曲:森俊之
13. さよならが言えるまで（4：26）
作詞:及川眠子 作曲:坂本洋 編曲:川村栄二